# Tremestieri
Tremestieri (Tramisteri, Trimmisteri in siciliano) è una frazione costiera della I Circoscrizione del comune di Messina, posta circa 8 km a sud del centro cittadino.
Di recente è diventata area di forte sviluppo commerciale.
Con l'entrata in esercizio dell'"approdo marittimo", viene gestito un'alta percentuale del traghettamento dei mezzi pesanti da e per la Calabria, che prima si effettuava alla rada San Francesco di Paola e agli imbarchi FS di Messina Marittima.

## Il toponimo
Alcune ipotesi sulla sua origine:
- Per la presenza di "Tre Chiese" di particolare rilevanza e maestosità che insistevano nelle zone a sud di Messina, forse una Triade di Monasteri abbastanza vicini che troneggiavano in tale circondario: l'Abbazia di Santa Maria di Roccamadore, l'Eremo di Santa Maria della Misericordia e il Monastero benedettino di San Placido Calonerò. In greco Trimonasterion, in latino Trimonasterium.
- Dal toponimo "Trémoustier" (Tré + Moustier) radicatosi grazie al fondatore normanno, Bartolomeo de Luci[1], del monastero cistercense di Santa Maria di Roccamadore (dal nome dell'abbazia francese di Nostra Signora di Rocamadour). Tale termine tradotto esattamente indica luoghi abitati "al di là di un monastero". Infatti il prefisso francese Tré, Trey, Tri, Tra significa "oltre, al di là, nei paraggi, nel territorio di" mentre moustier è antica forma del moderno moûtier che corrisponde a monastero. La corruzione dialettale di Trémoustier sarebbe stata quindi Trímusteri da cui deriva l'odierna Tremestieri e che celerebbe pertanto l'evidente significato di "contrada situata nei dintorni di un monastero".
- "Tre ministeri", cioè tre "uffici, titolarità o residenze" di comunità di religiosi che facevano capo a tre distinte unità monastiche. In latino suonerebbe "Triministeria".
- "Tre mestieri", attraverso l'uso dell'antica forma "mistiere o mistiero", che originariamente indicava un "servizio, un ufficio", ma che poi servì ad identificare in generale qualsiasi "esercizio di un'arte meccanica o manuale, il possesso di particolari abilità artistiche" o delle "arti nobili" per ricavarne lucro. Forse tre tipiche e fiorenti attività artigianali resero celebre questa zona e le sue maestranze in quel di Messina.
- Dall'espressione dialettale siciliana "Tri Musteri", cioè "Tre palmenti".

## Curiosità
Gli Arabi chiamarono la località "Al Kanays at-Talat", "Le Tre Chiese".
Nel 1925 il pittore tirolese Louis Christian Hess (Bolzano 1895-Schwaz 1944), durante un viaggio in Sicilia, soggiornò a Tremestieri abitando a Villa Preggi; numerosi sono gli acquerelli di questo periodo che ritraggono il villaggio e i suoi particolari.

## Storia

### L'area commerciale
L'area commerciale di Tremestieri si è nettamente sviluppata a cominciare dagli anni '80 intensificandosi ulteriormente a partire dal nuovo millennio. Simbolo principale dell'area commerciale è il centro commerciale, inaugurato nel maggio del 2005, al cui interno si trovano circa 70 negozi, tra i quali diversi negozi di capi d'abbigliamento, dei quali molti di grande assortimento dal punto di vista sportivo, uno show room di elettrodomestici, un ipermercato e un cinema di 11 sale molto efficiente che concentra la maggior parte del pubblico amatore di film di tutta la città messinese.

### L'approdo di Tremestieri
il porto di Tremestieri è utilizzato per traghettare i mezzi pesanti.
Tremestieri è in collegamento con Reggio Calabria con i traghetti Bluvia e Caronte&Tourist.
L'approdo è attualmente sottoposto ad una grande opera di ampliamento che lo portarà ad essere, una volta conclusi i lavori, il principale punto di riferimento e snodo strategico della logistica di tipo ro-ro a Messina.

## Manifestazioni religiose
- La festa patronale di Santa Domenica.

La festa di Santa Domenica Vergine e Martire (che corrisponderebbe a Santa Ciriaca da Nicomedia) si tiene ogni seconda domenica del mese di luglio.
I festeggiamenti solenni cominciano la domenica precedente alla festa quando, alla fine della Messa solenne la statua della Santa, risalente al 1600 circa, viene tolta dal suo piedistallo sull'altare per essere posta sulla Vara che la porterà per le strade principali del villaggio la domenica successiva. Nella prima mattinata i botti di cannone avvertono del giorno di festa. Dopo una solenne Messa l'effigie della Santa Patrona esce in processione per le vie del villaggio.
La sera del sabato della settimana precedente il giorno della festa solenne, iniziano nella piazza antistante la chiesa le manifestazioni ludiche, che si concluderanno il sabato successivo, vigilia della festa di Santa Domenica.

## Luoghi di culto
- Parrocchia di Santa Domenica.

La costruzione della Chiesa di Santa Domenica V. e M. in Tremestieri a Messina, risale al 1628, con annesso campanile elevato sul basamento di una torre normanna datata 1604. Dopo il terremoto del 1908, nel 1927 per volere di S.E. Rev.ma Mons. Angelo Paino (allora Arcivescovo di Messina) la chiesa venne riedificata.
L'istituzione della parrocchia va fatta risalire al 1921, prima era solo una cappella appartenente alle famiglie che in tale villaggio vi facevano la residenza estiva. Oggi è una delle parrocchie più attive e vanta di avere una delle comunità con più vocazioni della Diocesi di Messina.

## Infrastrutture e trasporti
Posta lungo la ex strada statale 114, fra il 1892 e il 1951 la località era servita dalla tranvia Messina-Giampilieri della SATS, elettrificata nel 1917.
Nella medesima località è presente una fermata del servizio ferroviario suburbano Messina-Giampilieri svolto da Trenitalia nell'ambito del contratto di servizio stipulato con la Regione Siciliana.
Tremestieri è collegata a Messina dagli autoservizi ATM.